# POCOX御膳
POCOX御膳（ぽこっくすごぜん、1986年12月25日 - ）は、日本の元お笑い芸人。
長崎県諫早市出身。かつてはワタナベエンターテインメント九州事業本部に所属していた。血液型AB型。2010年6月より活動休止。事務所ホームページのプロフィールが削除されているため、引退したものと思われる。活動休止後はフリーで画家活動を開始しインターネットで絵画やグッズの販売を行なっている。

## 略歴・人物
2009年4月、ワタナベエンターテインメント九州事業本部に所属しデビュー。
合成写真作りが趣味にあり、合成で作った「イメージ作品集」の他、Macintoshで作曲した「御膳のテーマ」（自分のテーマ曲）、ぬいぐるみを使った「御膳昔話」をYouTubeに投稿するなどしている。
にしおかすみこ、真矢みき、森高千里、Gacktなどの物真似を、現事務所に所属する前から披露していたことがある。

## 出演番組
- グルニエ★少年少女（テレビ西日本、2009年）
- あっ!ぷる（長崎放送、2008年）
- ちかっぱ!（テレビ西日本、2008年）